# La Forêt-Auvray
La Forêt-Auvray (wymowaⓘ) – miejscowość i dawna gmina we Francji, w regionie Normandia, w departamencie Orne. W 2013 roku jej populacja wynosiła 184 mieszkańców. 
W dniu 1 stycznia 2016 roku z połączenia dziewięciu ówczesnych gmin – Chênedouit, La Forêt-Auvray, La Fresnaye-au-Sauvage, Ménil-Jean, Putanges-Pont-Écrepin, Rabodanges, Les Rotours, Saint-Aubert-sur-Orne oraz Sainte-Croix-sur-Orne – utworzono nową gminę Putanges-le-Lac. Siedzibą gminy została miejscowość Putanges-Pont-Écrepin. 